# Zürichs universitet

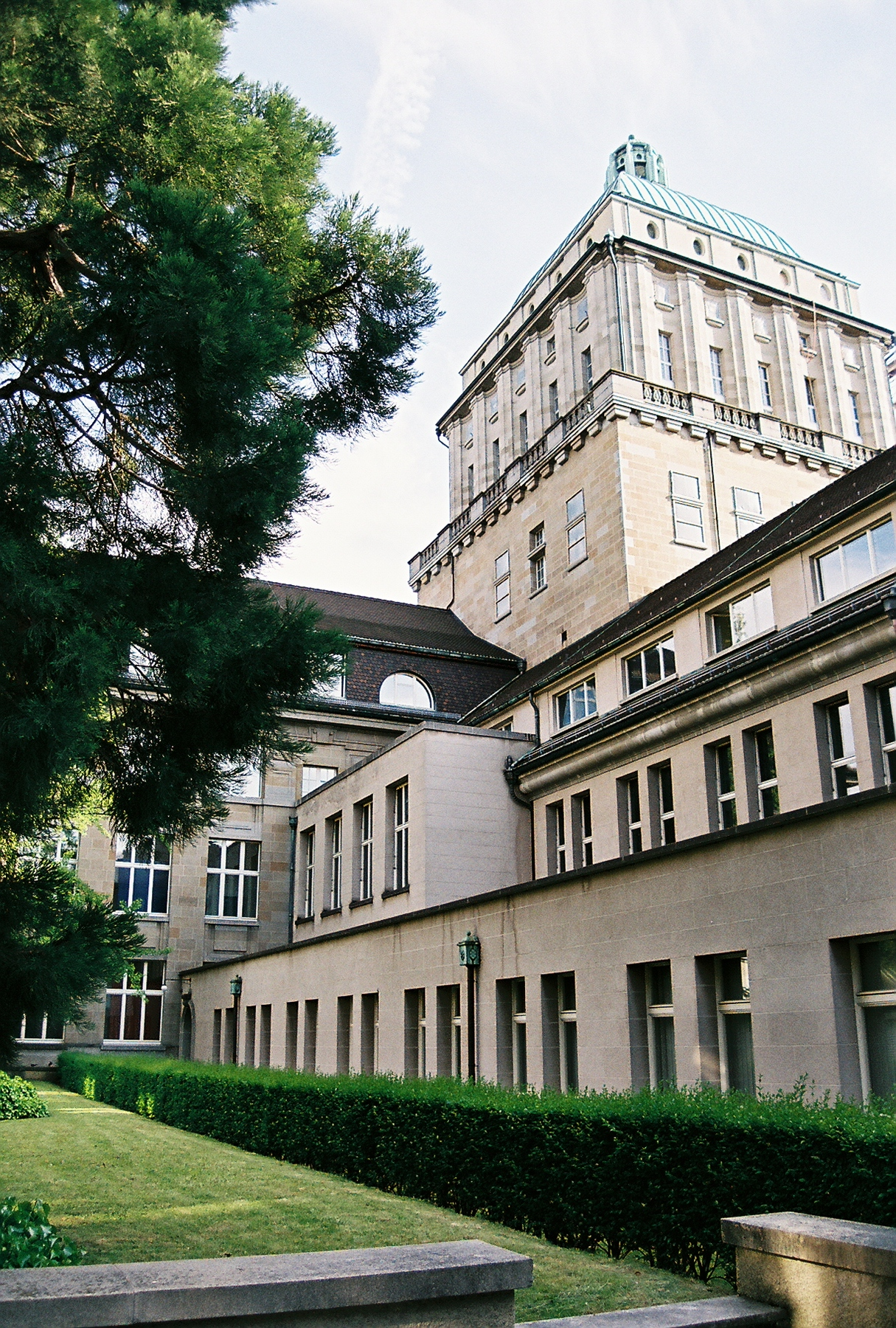
Bakre fasaden på huvudbyggnaden

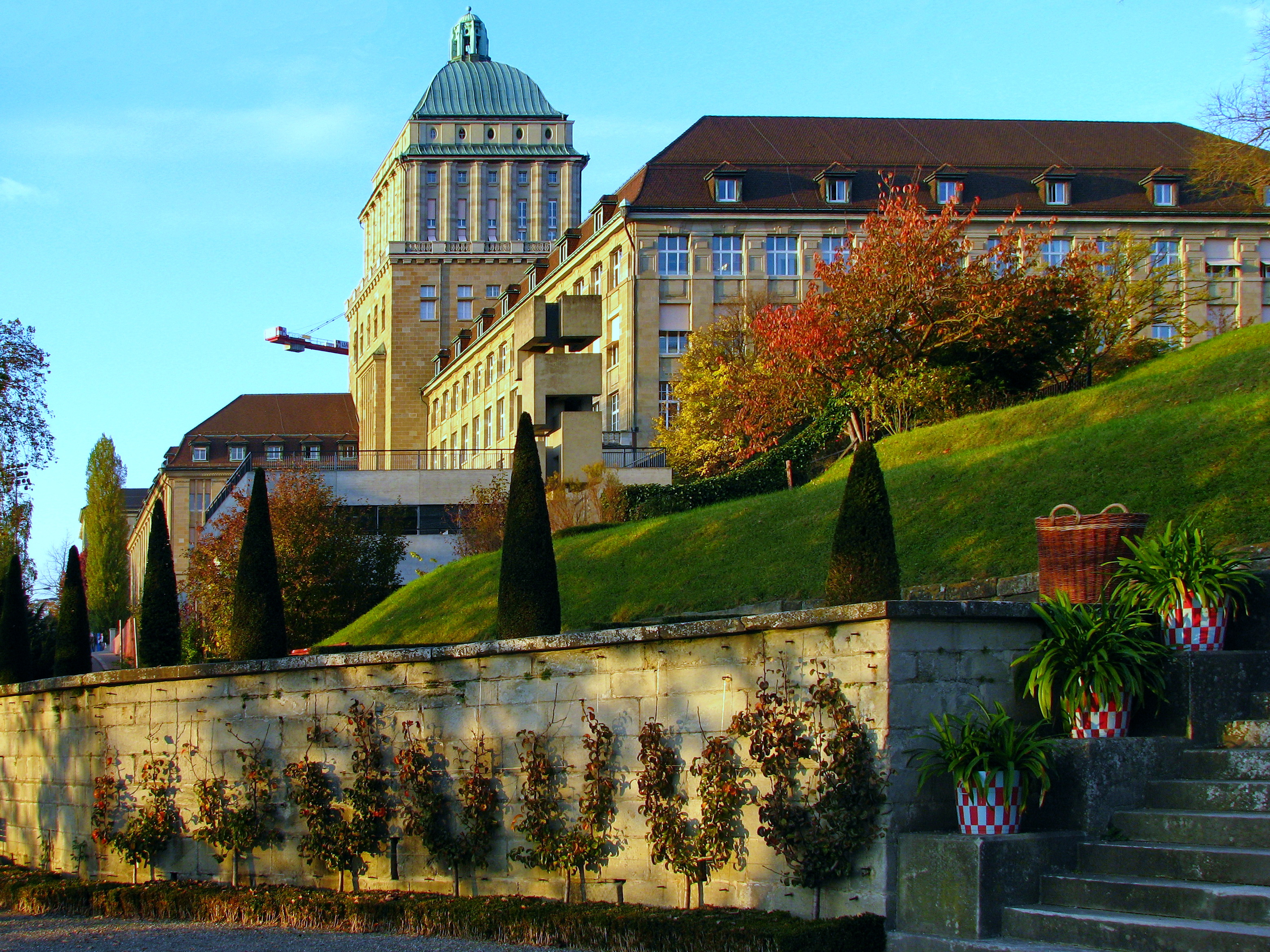
Huvudbyggnaden sedd från söder

Zürichs universitet (tyska: Universität Zürich, latin: Universitas Turicensis) i Zürich är Schweiz största universitet med över 24 000 studenter. Universitet grundades 1833.
För närvarande erbjuder universitetet studier i konst, ekonomi, juridik, medicin, naturvetenskap, teologi och veterinärmedicin.
Ett flertal nobelpristagare har antingen studerat eller undervisat vid Zürichs universitet:
- Wilhelm Röntgen (fysik 1901); arbetade också vid fakulteten
- Carl Spitteler (litteratur 1919)
- Albert Einstein (fysik 1921); arbetade också vid fakulteten
- Walter Hess (medicin 1949); arbetade också vid fakulteten
- Theodor Mommsen (litteratur 1902)
- Alfred Werner (kemi 1913)
- Max von Laue (fysik 1914)
- Erwin Schrödinger (fysik 1933)
- Peter Debye (kemi 1936)
- Paul Karrer (kemi 1937)
- Lavoslav Ružička (kemi 1939)
- Walter Hess (medicin 1949)
- K. Alexander Müller (fysik 1987)
- Rolf M. Zinkernagel (medicin 1996)